# Kreis Heinsberg (1816–1932)
Der erste Kreis Heinsberg war von 1816 bis 1932 ein Landkreis im Regierungsbezirk Aachen. Mit diesem gehörte er zunächst zur preußischen Provinz Jülich-Kleve-Berg und seit 1822 zur Rheinprovinz. Sein Gebiet gehört heute zum 1972 neu gegründeten und deutlich größeren Kreis Heinsberg. Sitz der Kreisverwaltung war die Stadt Heinsberg.

## Verwaltungsgeschichte

Der Kreis Heinsberg auf einer Karte aus dem Jahr 1905

Der Kreis Heinsberg wurde 1816 im Wesentlichen aus dem Kanton Heinsberg gebildet, der bis 1813 zum Arrondissement Aachen im französischen Département de la Roer gehört hatten. Der Kreis gliederte sich zunächst in 21 Bürgermeistereien, die in der Franzosenzeit als Mairien eingerichtet worden waren.
Mit der Einführung der Gemeindeordnung für die Rheinprovinz von 1845 wurden einige Bürgermeistereien des Kreises in mehrere Gemeinden untergliedert. Heinsberg erhielt 1857 die Rheinische Städteordnung. Die Gemeinde Unterbruch, die bis dahin zur Bürgermeisterei Heinsberg gehört hatte, wurde zu einer eigenen Bürgermeisterei erhoben. Im selben Jahr wurden die Bürgermeistereien Millen und Tüddern in die Bürgermeisterei Havert eingegliedert. Aus Teilen der Gemeinde Waldfeucht wurde 1926 die neue Gemeinde Schierwaldenrath gebildet. Im Kreis Heinsberg bestanden seitdem auf einer Fläche von 234,9 km² neben der Stadt Heinsberg 34 weitere Gemeinden:
| Bürgermeisterei | Gemeinden                     |
| --------------- | ----------------------------- |
| Aphoven         | Aphoven, Schafhausen          |
| Birgelen        | Birgelen, Effeld, Ophoven     |
| Braunsrath      | Braunsrath                    |
| Breberen        | Breberen                      |
| Dremmen         | Dremmen, Horst                |
| Haaren          | Haaren                        |
| Havert          | Havert, Millen, Tüddern       |
| Heinsberg       | Heinsberg (Stadt)             |
| Hilfarth        | Hilfarth, Porselen            |
| Karken          | Karken, Kempen                |
| Kirchhoven      | Kirchhoven                    |
| Myhl            | Arsbeck, Myhl, Wildenrath     |
| Oberbruch       | Oberbruch                     |
| Ratheim         | Ratheim                       |
| Saeffelen       | Höngen, Saeffelen             |
| Unterbruch      | Unterbruch                    |
| Waldenrath      | Waldenrath                    |
| Waldfeucht      | Schierwaldenrath, Waldfeucht  |
| Wassenberg      | Orsbeck, Wassenberg           |
| Wehr            | Hillensberg, Süsterseel, Wehr |

Wie in der gesamten Rheinprovinz wurden seit dem 1. Januar 1928 die Landbürgermeistereien des Kreises als Ämter bezeichnet. Der Kreis Heinsberg wurde 1932 aufgelöst. Sein größter Teil wurde mit dem ebenfalls 1816 gegründeten Kreis Geilenkirchen zum neuen Kreis Geilenkirchen-Heinsberg zusammengefasst. Die Gemeinden Arsbeck, Hilfarth, Myhl, Ratheim und Wildenrath kamen zum Kreis Erkelenz.

## Einwohnerentwicklung
| Jahr | Einwohner |
| ---- | --------- |
| 1816 | 27.532    |
| 1825 | 29.476    |
| 1852 | 33.679    |
| 1871 | 35.655    |
| 1880 | 35.693    |
| 1890 | 34.940    |
| 1900 | 35.888    |
| 1910 | 40.008    |
| 1925 | 43.273    |

## Landräte
- 1816–1853 Wilhelm van der Straeten
- 1853–1854 Friedrich Hardt (auftragsweise)
- 1854–1860 Matthias Claessen
- 1860–9999 Felix von der Mosel (vertretungsweise)
- 1860–1876 Wilhelm Leopold Janssen
- 1876–9999 Friedrich Kleemann (auftragsweise)
- 1876–1877 Hermann Joseph Paulssen (auftragsweise)
- 1877–1885 Karl Löwe
- 1885–9999 Alwin von Hagen (vertretungsweise)
- 1885–1919 Rudolf von Scheibler
- 1919–9999 Karl Sieger (vertretungsweise)
- 1919–9999 Wilhelm Kitz (auftragsweise)
- 1919–1920 Richard von Matuschka (auftragsweise)
- 1920–1928 Erwin Classen
- 1928–1932 Franz Röhm